# Periclimenes yaldwyni
Periclimenes yaldwyni är en kräftdjursart som beskrevs av Lipke Bijdeley Holthuis 1959. Periclimenes yaldwyni ingår i släktet Periclimenes och familjen Palaemonidae. Inga underarter finns listade i Catalogue of Life.